# Stand Up Speak Up
Stand Up Speak Up - europejska kampania społeczna przeciw rasistowskim zachowaniom na stadionach piłki nożnej.
Inicjatorem kampanii był francuski piłkarz Thierry Henry w styczniu 2005 r., po zajściu na stadionie Bernabeu w listopadzie 2004 r., kiedy to grupa pseudokibiców na meczu Anglia-Hiszpania, wznosiła rasistowskie okrzyki, m.in. nazywając "małpą" Ashleya Cole i Shauna Wright-Phillipsa. Na znak sprzeciwu piłkarz na galę World Player of the Year w grudniu 2004 założył na rękę dwie plastikowe opaski - białą i czarną.

Rasizm jest jednym z największych problemów środowiska piłkarskiego w całej Europie. Ludzie mogą myśleć, że problem zniknął, ale to nieprawda. Gracze na boisku potrzebują pomocy wszystkich, by zagłuszyć rasistów i powiedzieć im, że takie działania są nie do przyjęcia...

Do akcji przyłączyła się firma Nike, która szeroko rozpropagowała ją w mediach. Nike zaprojektowała i wykonała symboliczne gumowe opaski na nadgarstek: jedną czarną i jedną białą, splecione ze sobą, obie z logo akcji. Sprzedano około 5 milionów tych bransoletek, co przyniosło dochód w wysokości ok. 6 milionów euro. Całość pieniędzy została przekazana na dofinansowanie ponad 200 projektów i kampanii społecznych, zaangażowanych w walkę z rasizmem i podnoszenie świadomości w tej dziedzinie.
Firma zaprojektowała również stroje dla piłkarzy w kolorach białym i czarnym, m.in. dla reprezentacji Portugalii.
Przez cały okres trwania akcji, opaski z jej logo były widoczne nadgarstkach wielu sław piłkarskich, nosili je m.in. Thierry Henry, Rio Ferdinand, Ronaldinho, Wayne Rooney, Cristiano Ronaldo, Ruud van Nistelrooy, Claude Makélélé, Philippe Mexès, Carles Puyol, Roberto Carlos, Christoph Metzelder, Otto Addo, Adriano i Fabio Cannavaro. 
Na zakończenie kampanii, w czerwcu 2009 r., odbyła się konferencja na stadionie Manchester United Old Trafford, na której podsumowano efekty akcji.
W 2005 roku kontrowersje wzbudził Gary Neville, gdy stwierdził, że Nike promuje akcję nie dla walki z rasizmem, ale dla doraźnej zagrywki PR, w celu zwiększenia sprzedaży odzieży sportowej. Przedstawiciel firmy wyraźnie zaprzeczył tym oskarżeniom.